# فرانسیس بیکن
فرانسیس بیکن (به انگلیسی: Francis Bacon) (زاده ۲۲ ژانویه ۱۵۶۱ – مرگ ۹ آوریل ۱۶۲۶) فیلسوف، سیاستمدار، دانشمند، حقوق‌دان و نویسنده انگلیسی بود. بسیاری وی را محور اصلی تحول فکری در قرون وسطی می‌دانند تا جایی که او را از بانیان انقلاب علمی می‌شمارند و پایان سلطه کلیسا بر تفکر را به اندیشه‌های او نسبت می‌دهند. او را پدر تجربه‌گرائی می‌نامند.

## زندگی
فرانسیس بیکن در ۲۲ ژانویه ۱۵۶۱ در لندن (یورک هاوس) در منزل پدرش سر نیکولاس بیکن متولد شد. پدر او بیست سال اول سلطنت ملکه الیزابتِ اول مُهردار سلطنتی بود. مادر بیکن لیدی آن کوک خواهر زن لرد بارلی خزانه‌دار ملکه الیزابت و یکی از مقتدرترین مردان انگلیس بود. این زن که دختر سِر آنتونی کوک، آموزگار خصوصی ادوارد ششم پادشاه انگلستان بود، در علم کلام متبحر بود و با اسقفهای زمان خویش به زبان لاتینی مکاتبه می‌کرد.
در دوازده سالگی بیکن را در کمبریج به کالج ترینیتی فرستادند جایی که با نهایت دقت از برنامه درسی قرون وسطایی تا حد زیادی به زبان لاتین پیروی کرد. اما بعداً از آن روش روگردان شده به روش تجربه‌گرائی متوسل شد و پس از سه سال آنجا را ترک کرد. وی با آنکه شانزده سال بیشتر نداشت در دفتر سفارت انگلستان در فرانسه مأموریتی به وی پیشنهاد شد و پس از آنکه مضرات و منافع این کار را خوب سنجید آن را پذیرفت. پدر او سِر نیکولاس ناگهان در سال ۱۵۷۹ وفات یافت. وی تصمیم داشت اموالی مادام العمر به فرانسیس بیکن تخصیص دهد ولی مرگ او بر اینکار سبقت گرفت و سیاستمدار جوان با عجله به لندن فراخوانده شد در حالی که در ۱۸ سالگی پدر خود را از دست داده بود و عایداتی هم نداشت. او به زندگی اسراف‌آمیز خو گرفته بود و برای او قناعت به زندگی ساده سخت می‌نمود. به همین جهت وارد رشته حقوق شد و برای به دست آوردن یک شغل سیاسی خویشان متنفذ خود را به تنگ آورد.
در۱۵۸۳ به سن ۲۲سالگی از تانتن به نمایندگی مجلس انتخاب شد. چند سال بعد لرد اسکس دوست بیکن توطئه‌ای بر ضد ملکه ترتیب داد تا او را زندانی کند و جانشینش را به تخت بنشاند. بیکن در نامه‌ای او را از این عمل بازداشت و به او نوشت که تا ابد به ملکه وفادار می‌ماند. اسکس در پی توطئه‌ای نافرجام بر ضد الیزابت زندانی شد تا اینکه موقتاً آزاد گردید، وی دوباره به جمع نیرو پرداخت و با قوای خود به سوی لندن حرکت کرد. بیکن به خشم تمام بر ضد اسکس قیام کرد و در این میان عضو دیوان عالی کشور گردید. اسکس دوباره گرفتار شد و او را به اتهام خیانت به محاکمه کشیدند. او مجرم شناخته شد و محکوم به مرگ گردید. شرکت بیکن در محاکمه اسکس او را تا مدتی منفور ساخت.
بالاخره بیکن بدون کمک دیگران راه ترقی را پیمود، مهارت او در امور گوناگون و معلومات پهناور او موجب می‌شد که در هر مجمع و کمیته مهمی عضو برجسته به‌شمار رود؛ در ۴۵ سالگی ازدواج کرد و در ۱۵۹۸ به جهت قروض خود به زندان افتاد. اما در ۱۶۰۶ مشاور قضایی سلطنتی گردید و در ۱۶۱۳ معاون دادستان کل شد و در ۱۶۱۸ در ۵۷ سالگی بالاخره مثل پدرش به مقام مُهردار سلطنتی رسید.
فرانسیس بیکن حامی کتابخانه‌ها بود و با تقسیم کتاب‌ها به سه دسته تاریخ، شعر و فلسفه، یک سیستم کاربردی برای فهرست نویسی کتاب‌ها ایجاد کرد که می‌توانست به موضوعات و زیرنویس‌های خاص‌تری تقسیم شود.
بیکن اولین دریافت‌کننده مقام مشاور حقوقی مخصوص ملکه بود. این مقام در سال ۱۵۹۷ به وسیله ملکه انگلستان، الیزابت اول به او اعطا شد. پس از الحاق جیمز ششم در سال ۱۶۰۳ بیکن به دریافت نشان شوالیه مفتخر شد. وی بعداً در سال ۱۶۱۸ به دریافت عنوان بارون ورولام و پس از آن به درجه نائب ارباب سنت آلبان در سال ۱۶۲۱ نائل شد. اما چون فرزندی نداشت تمام این عنوان‌ها با مرگ او در سال ۱۶۲۶ در سن ۶۵ سالگی به پایان رسید. مرض ذات الریه به حیات او در این عالم خاتمه داد.

## عقاید
فرانسیس بیکن معتقد بود که «علم بر انسان و جهان تسلط دارد» و «بر طبیعت نمی‌توان مسلط گشت مگر آنکه از قوانین آن آگاهی یابیم» و در رد اندیشه کلیسا چنین عنوان کرد که «اگر انسان ذهن خود را معطوف به ماده کند در حدود آن کار می‌کند و از حدود ماده تجاوز نمی‌نماید». وی معتقد بود که ادراک ما از حقیقت تنها در همان حدی است که مشاهدات ما اجازه می‌دهد و «خارج از حیطه مشاهدات» نه تنها نمی‌توانیم چیزی بدانیم، شاید اصولاً شایسته دانستن آن نباشیم. از نظر او ذهن مسئول یافتن روابط در ماده به وسیله مشاهده و تجربه است و میان علم و عمل و مشاهده فرقی نیست. راهی که وی برای رسیدن به بصیرت و ادراک بهتر از جهان پیرامون پیشنهاد می‌کند، چنین است: «با کسب دانشِ طبقه‌بندی ماده بر اساس ارزش و اعتبار آن، ذهن خود را از تزویر دور دار» و برای رسیدن به این ادراک باید ذهن را از بت‌هایی که آن را احاطه کرده‌اند رها سازیم.
در حقیقت بیکن مخالف روش استقرایی فلسفه بود. در روش استقرایی بر اساس معلول (مثلا جهان هستی) میتوان علت (خدا) را نتیجه گرفت. از نظر او ، استنتاج اینچنینی باعث اتلاف وقت بشر شده است. از دید او جهان مٌثل افلاطون صرفا تصوراتی است که پشتوانه حسی و استدلال مبتنی بر مشاهده ندارند. بر این اساس او معتقد است فلسفه اصیل می بایست مبتنی بر حواس و ملموسات طبیعت باشد. برای تحقق این هدف انسان می بایست به مطالعه طبیعت بپردازد و قوانین آن را دریابد. دیدگاه او فلسفه انگلیس را از بقیه مکاتب فلسفی قاره اروپا جدا ساخت. تجربه گرایی او پایه علم گرایی و پراگماتیسم در انگلیس شد. ((بشر عبارت از ذهن است و ذهن نیز همان علم می باشد ، بشر به جز آنچه میداند نیست…ذهن را می بایست از تنیدن پیله های فکری برحذر داشت ، قدرت اصلی فلسفه در نتیجه بخشی آن خواهد بود. علم راهی است به مدینه فاضله و هیچ چیز نباید برتر از دانش عملی قرار گیرد)) بیکن امدوار بود کلمه تصادف و بخت و اقبال از قاموس لغات حذف شود و انسان از خرافات دین و فلسفه های کلامی بیهوده نجات یابد. در یک جمع بندی فرانسیس بیکن معتقد بود انسان تنها در چهارچوب علم میتواند جهان را درک کند و  به آنچه که در قالب علم درنمی آید، نبایست توجه کرد.  

## آثار
- نو ارغنون
- پیشرفت علم
- آتلانتیس جدید
- بررسی‌های سیاسی و اجتماع
- تاریخ هنر هفتم (۱۶۲۲)

## مقالات
هر اندازه که بیکن در سیاست جلوتر می‌رفت به اوج حکمت و فلسفه نیز نزدیک‌تر می‌شد. به عقیده او مطالعه و اشتغال به تحصیل به تنهایی نه هدف است و نه حکمت، و علمی که با تجربه توأم نباشد قیل و قال بیهوده است؛ «صرف همه اوقات به مطالعه سستی و کاهلی است؛ به کاربردن آن برای خودنمایی ریا است؛ حکم کردن از روی قواعد منطقی فضل‌فروشی است.». «مردم نادرست و مکار از مطالعه متنفرند، مردم ساده در ستایش و تمجید آن مبالغه می‌کنند و فقط مردم عاقل در عمل از آن استفاده می‌برند؛ زیرا مطالعه راه استفاده عملی را نمی‌آموزد، بلکه این استفاده از راه مشاهده صورت می‌گیرد و این کار به وسیله عقل انجام می‌شود، عقلی که بیرون از مطالعات و بالاتر از آن است.» او مانند گوته علمی که به عمل منتهی نشود را مسخره می‌کند. «باید دانست که در صحنه زندگیِ بشر فقط خدا و فرشتگان تماشاچی محض‌اند.» این تنبه جدیدی بود که پایان مکتب مدرسی (اسکولاستیک) را اعلام می‌کرد و خاطرنشان می‌ساخت که دیگر بین علم و عمل و مشاهده فاصله نیست. این تأکید دربارهٔ تجربه و پرداختن به نتایج عملی صفت ممیزه فلسفه انگلیسی و مقدمه پراگماتیسم است.